# Ernest Broșteanu
Ernest Broșteanu je bil romunski general, udeleženec druge balkanske vojne, prve svetovne vojne  in ruske državljanske vojne, * 24. januar 1869, † 6. junij 1932. 
Najbolj znan je po svoji vlogi v romunski vojaški intervenciji v Besarabiji leta 1918.

## Zgodnje življenje
Rojen je bil v mestu Roman v okrožju Neamț v zgodovinski regiji Moldaviji v Kraljevini Romuniji. 3. novembra 1894 se je poročil z Marijo Carp, od katere se je čez malo manj kot tri leta ločil. 12. julija 1898 se je poročil z Olgo A. Duca, s katero je imel dva sinova: Ernesta in Raduja Pavla.

## Vojaška kariera
Od julija 1888 do julija 1890 je obiskoval pehotno in konjeniško vojaško šolo v Bukarešti, ki jo je končal s činom podporočnika. Februarja 1894 je bil povišan v poročnika. Med letoma 1898 in 1900 je obiskoval višjo vojno šolo v Bukarešti in aprila 1900 napredoval v činu stotnika, aprila 1909 v majorja in aprila 1913 v podpolkovnika. Leta 1910 je bil odlikovan z Redom krone častniške stopnje. Od leta 1911 do 1916 je bil poveljnik višje vojaške šole v Iaşiju in leta 1913 sodeloval v drugi balkanski vojni. Leta 1914 je prejel Medaljo za vzpon domovine, aprila 1916 pa je bil povišan v polkovnika.
Po vstopu Romunije v prvo svetovno vojno avgusta 1916 je bil Broșteanu odlikovan z redom Mihaela Hrabrega 3. stopnje za odlično vodenje 53. pehotnega polka med kampanjo v Dobrudži septembra–oktobra 1916. Bil je eden od dvanajstih častnikov, ki so bili prvi nagrajeni s tem redom. 
Ko je bil aprila 1917 povišan v brigadnega generala, je dobil poveljstvo 11. pehotne divizije, ki se je avgusta 1917 bojevala v bitki pri Mărășeștiju. Septembra 1917 je bil odlikovan z ruskim Redom svetega Stanislava 1. stopnje. Prejel je tudi francosk Red legije časti viteškega razreda.
V začetku januarja 1918, potem ko je bilo sklenjeno premirje v Focșaniju, so Broșteanuju in njegovi diviziji ukazali prečkati Prut v Moldavsko demokratično republiko, da bi pomirili regijo, ki jo je ogrožalo ropanje sovjetskih vojakov.  Sredi januarja je z 11. pehotno divizijo vstopil v Kišinjev. Boljševiške enote in njihovi lokalni podporniki so zapustili mesto in se umaknili proti Benderju (Tighini) na reki Dnester. Do začetka februarja so Broșteanujeve čete premagale preostale sovjetske enote v Tighini in jih prisilile k umiku čez Dnester. Marca ga je kot poveljnik romunskih čet v Kišinjevu in osrednji Besarabiji zamenjal Ioan Rășcanu, njegov sošolec na višji vojni šoli. 
Aprila 1919 je Broșteanu napredoval v čin generalmajorja. Po vojni je zasedel več ključnih položajev v vojski. Bil je poveljnik Korpusa mejne straže (1922–1929) in generalni inšpektor pehote (1929–1930). 1. oktobra 1930 se je upokojil iz aktivne službe in leta 1932 umrl v Bukarešti. 

## Zapuščina
Po njem se imenuje ulica v soseski Dorobanți v Bukarešti, kjer je stala njegova hiša, porušena leta 2005. Po njem se imenuje tudi ulica v Strehaji.